# 17770 Baumé
(17770) Baumé, denumire internațională (17770) Baume, este un asteroid din centura principală de asteroizi.

## Descriere
17770 Baumé este un asteroid din centura principală de asteroizi. A fost descoperit pe 1 martie 1998 la Observatorul La Silla de Eric Walter Elst. Asteroidul prezintă o orbită caracterizată de o semiaxă mare de 2,55 ua, o excentricitate de 0,27 și o înclinație de 8,3° în raport cu ecliptica.